# Park Załęski w Katowicach
Park Załęski w Katowicach – park miejski w Katowicach, położony przy ulicy Gliwickiej 212, na terenie dzielnicy Załęże. Został ustanowiony w 2010 roku w miejscu ogrodu jordanowskiego powstałego pod koniec lat 30. XX wieku.

## Historia

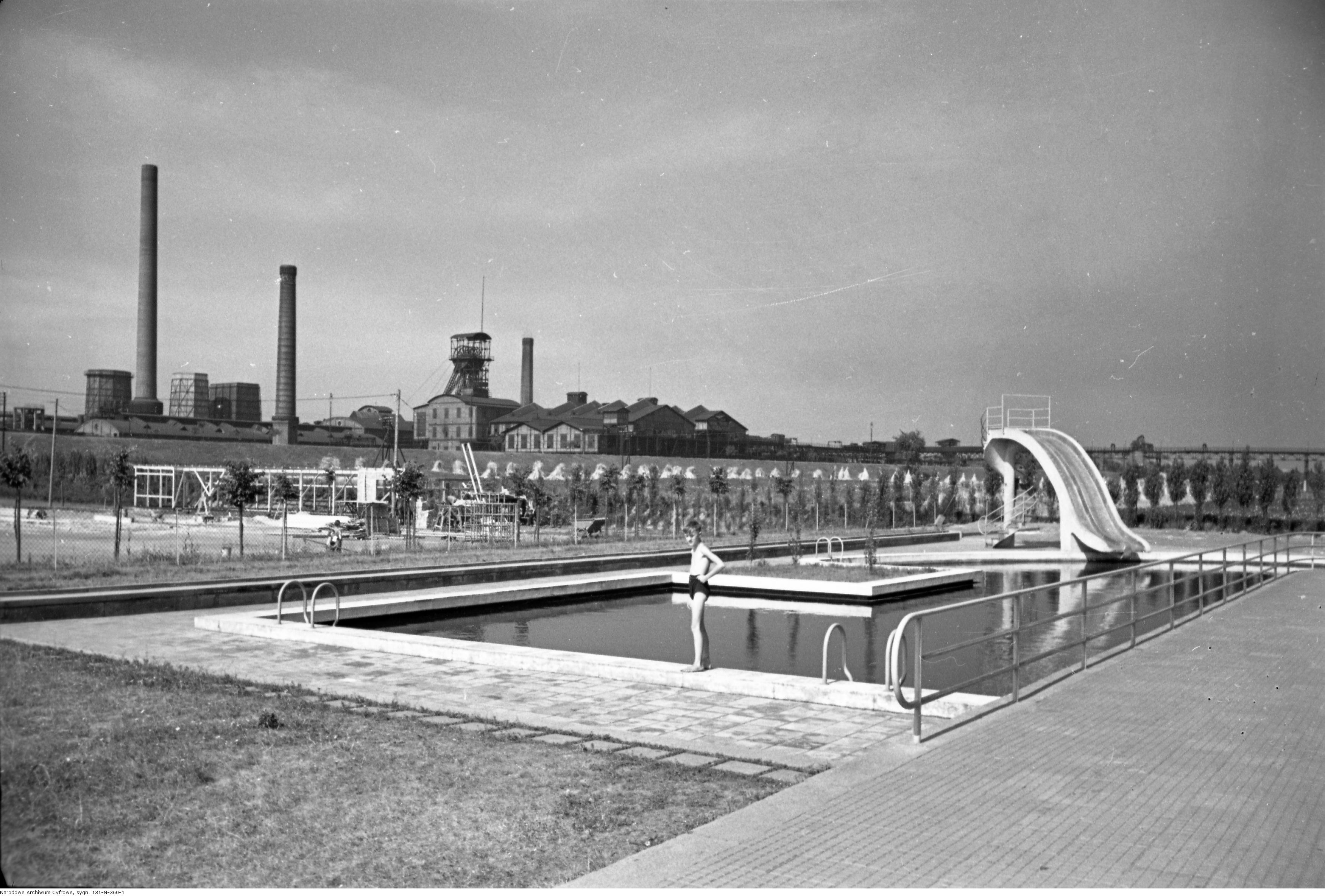
Fragment ogrodu jordanowskiego w Katowicach-Załężu w 1939 roku, w tle zabudowa kopalni „Kleofas”

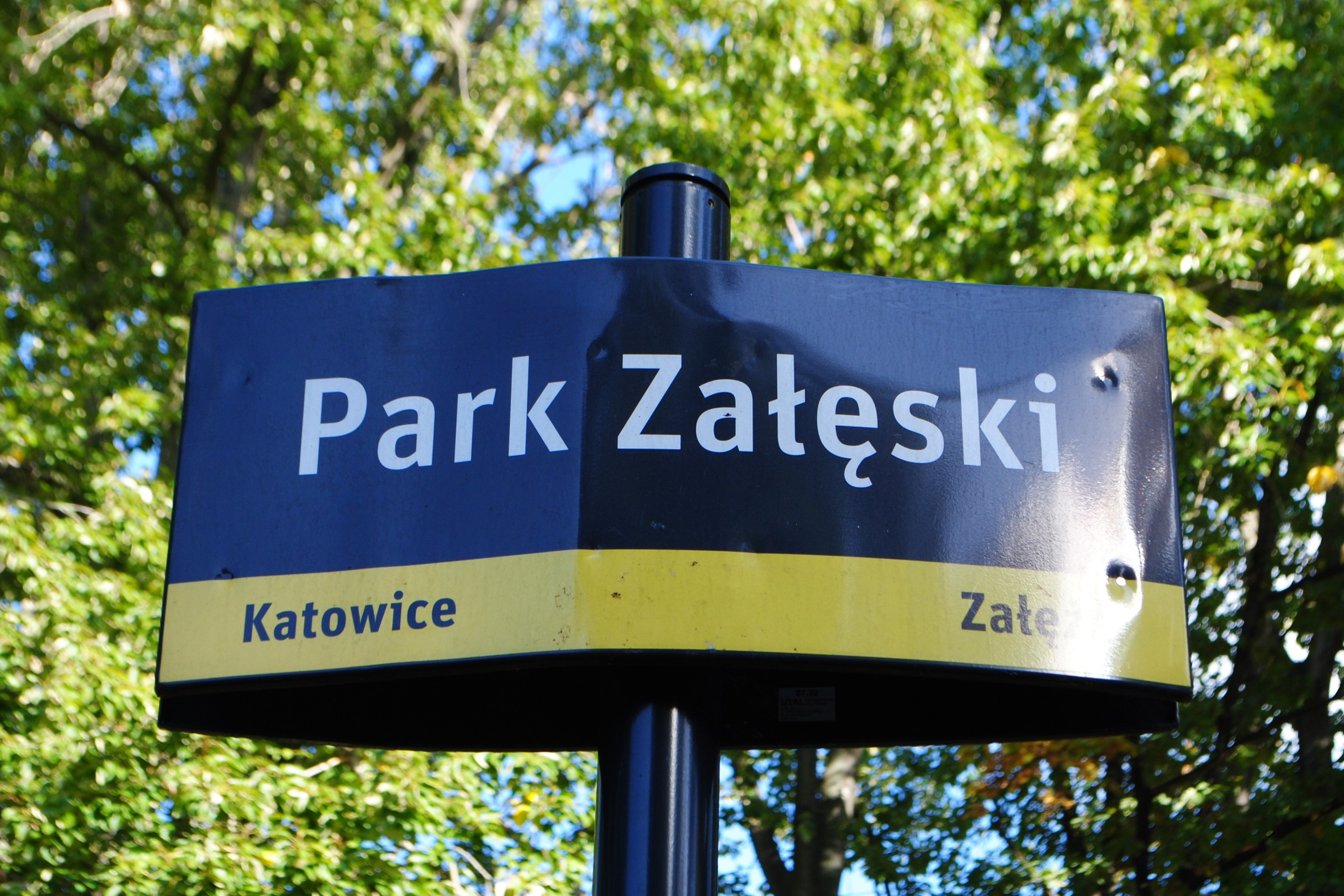
Tabliczka katowickiego SIM-u z nazwą parku (2014)

Park Załęski został ustanowiony na terenie dawnego ogrodu jordanowskiego, który został założony w 1938 roku w katowickim Załężu według projektu architekta Kazimierza Wędrowskiego. 24 czerwca 1939 roku nastąpiło jego uroczyste poświęcenie przez proboszcza parafii św. Józefa ks. prałata Józefa Kubisa, a w uroczystości tej brał udział m.in. wiceprezydent Katowic Stanisław Szkudlarz. Odbyły się występy dzieci z wodowiskiem batalistycznym Bitwa pod Grunwaldem, a w czasie uroczystości przygrywała orkiestra kopalni „Kleofas”. Ginter Pierończyk wskazuje natomiast, że inscenizacja bitwy została odegrana 15 sierpnia tego samego roku, gdy ogród miał otworzyć wojewoda śląski Michał Grażyński w towarzystwie swojej żony Heleny Gepner-Śliwowskiej, która była jego projektantką. Jej stałym współpracownikiem był właśnie Kazimierz Wędrowski, który sygnował m.in. plany architektoniczne ogrodu jordanowskiego przy ulicy Barbary w Katowicach.
Ogród jordanowski w Katowicach-Załężu powstał w ramach szeregu robót interwencyjnych organizowanych przez władze w II połowie lat 30. XX wieku, mające na celu złagodzenia skutków bezrobocia. Powstał on na dwóch hektarach nieużytków znajdujących się przy ówczesnej ulicy S. Wojciechowskiego, za dawnym domem noclegowym kopalni „Kleofas”. Nowo wybudowany ogród posiadał dwa baseny i był największym tego typu obiektem w województwie śląskim. Wraz z nim powstał budynek harcówki (późniejsza siedziba Miejskiego Przedszkola im. Tajemniczego Ogrodu nr 39 w Katowicach) wzniesiony w stylu funkcjonalizmu z elementami stylu okrętowego. Został on poświęcony 1 września 1937 roku.
Ogród służył dzieciom i młodzieży do początku lat 70. XX wieku, kiedy to zaczął podupadać. W tym czasie ogród dysponował budynkiem otoczonym dużym parkiem, z dwoma czynnymi basenami i ich zapleczem. W 1972 roku przebudowano budynek szatni, gdzie dwa lata później powołano Młodzieżowy Dom Kultury, natomiast sąsiedni budynek w tym okresie przekształcono w przedszkole. Na początku lat 90. XX wieku na terenie późniejszego parku Załęskiego znajdowała się fontanna oraz ruiny niewielkiej budowli. 
Nazwa Park Załęski została wprowadzona uchwałą Rady Miasta Katowice nr LXII/1270/10 z 26 lipca 2010 roku (uchwała weszła w życie 10 października tego samego roku). Rada rozważała także, by skwerowi nadać imię Franciszka Wincklera, lecz projekt ten upadł. W latach 2008–2010 trwała modernizacja parku, w ramach którego przebudowano w jego obrębie infrastrukturę oraz wzniesiono dwa boiska, a w 2011 roku obok parku zostało otwarte boisko sportowe w ramach programu Orlik 2012. W 2018 roku w rejonie parku powstał wodny plac zabaw.
W ramach IX etapu katowickiego budżetu obywatelskiego w 2022 roku zgłoszono projekt przebudowy znajdującego się w parku Załęskim placu zabaw. Zadanie to ostatecznie nie zostało wybrane do realizacji.

## Charakterystyka

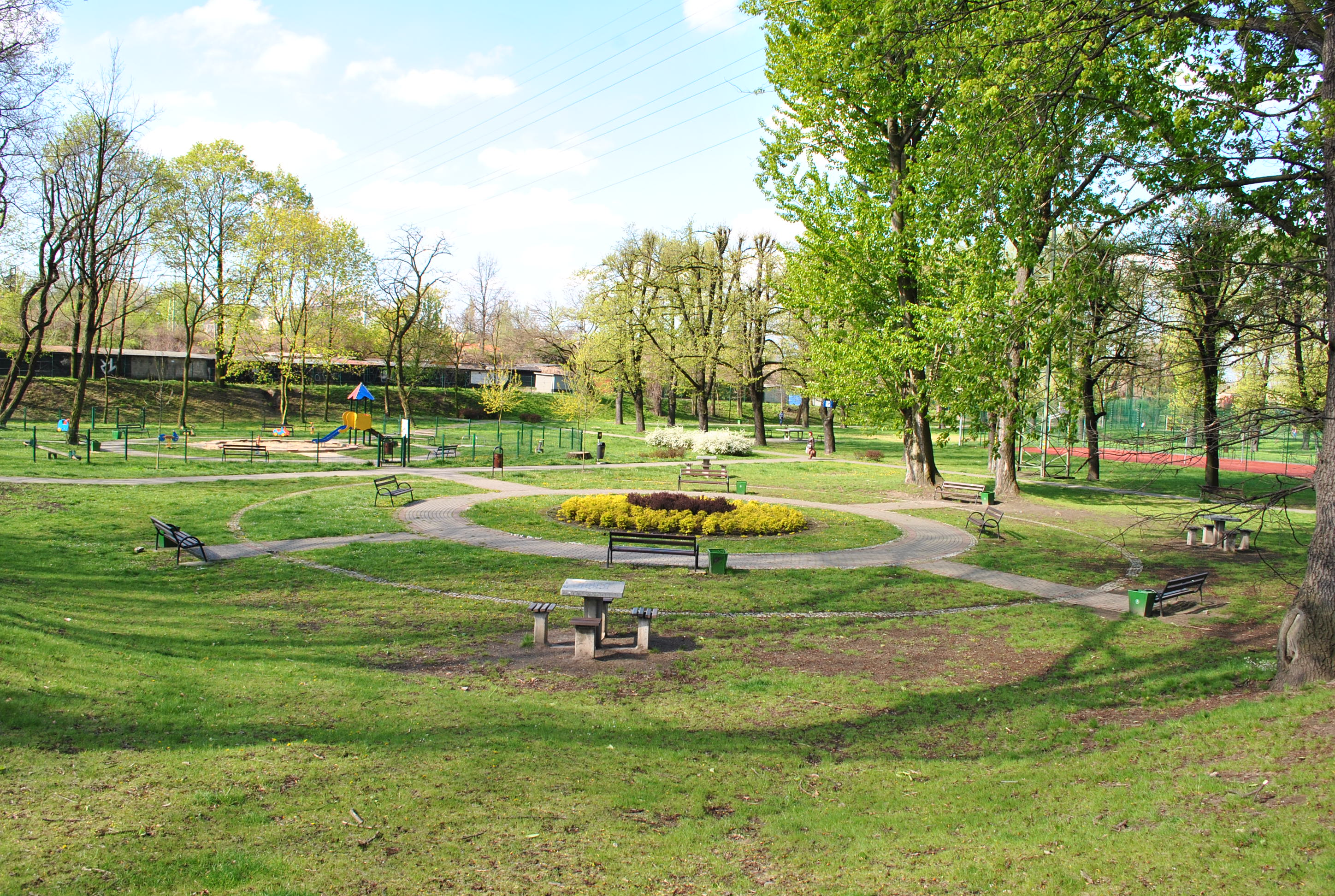
Centralna część parku w 2014 roku

Park Załęski to park miejski położony w katowickiej dzielnicy Załęże, przy ulicy Gliwickiej 212.
Od północy sąsiaduje z jezdnią ulicy Gliwickiej, od wschodu z budynkiem usługowym (dawny dom pracowniczy kopalni „Kleofas”) i blokami mieszkalnymi, od południa z garażami i dalej z linią kolejową nr 137, natomiast od zachodu z kompleksem Ośrodka Sportowego Gliwicka. Znajdują się tam dwa boiska (do koszykówki i do piłki nożnej), niewielkie boisko do siatkówki oraz wodny plac zabaw, a także czynny w sezonie letnim odkryty basen.
Północny obszar parku Załęskiego zajmuje budynek Miejskiego Przedszkola im. Tajemniczego Ogrodu nr 39 w Katowicach wraz z terenem przyległym, natomiast północno-wschodnią część tereny zadrzewione. W centralnym punkcie parku położony jest klomb otoczony ścieżką na planie koła, z ławkami, a także tereny łąkowe. Na południe od niego usytuowany jest plac zabaw.
Park Załęski jest miejscem organizacji różnego typu wydarzeń. Odbywają się tu m.in. pikniki, festyny czy spektakle teatralne, a na sąsiadującym z parkiem boisku Orlik 2012 wydarzenia sportowe (w tym w ramach obchodów Dni Załęża).
Park zarządzany jest przez Zakład Zieleni Miejskiej w Katowicach.

## Galeria

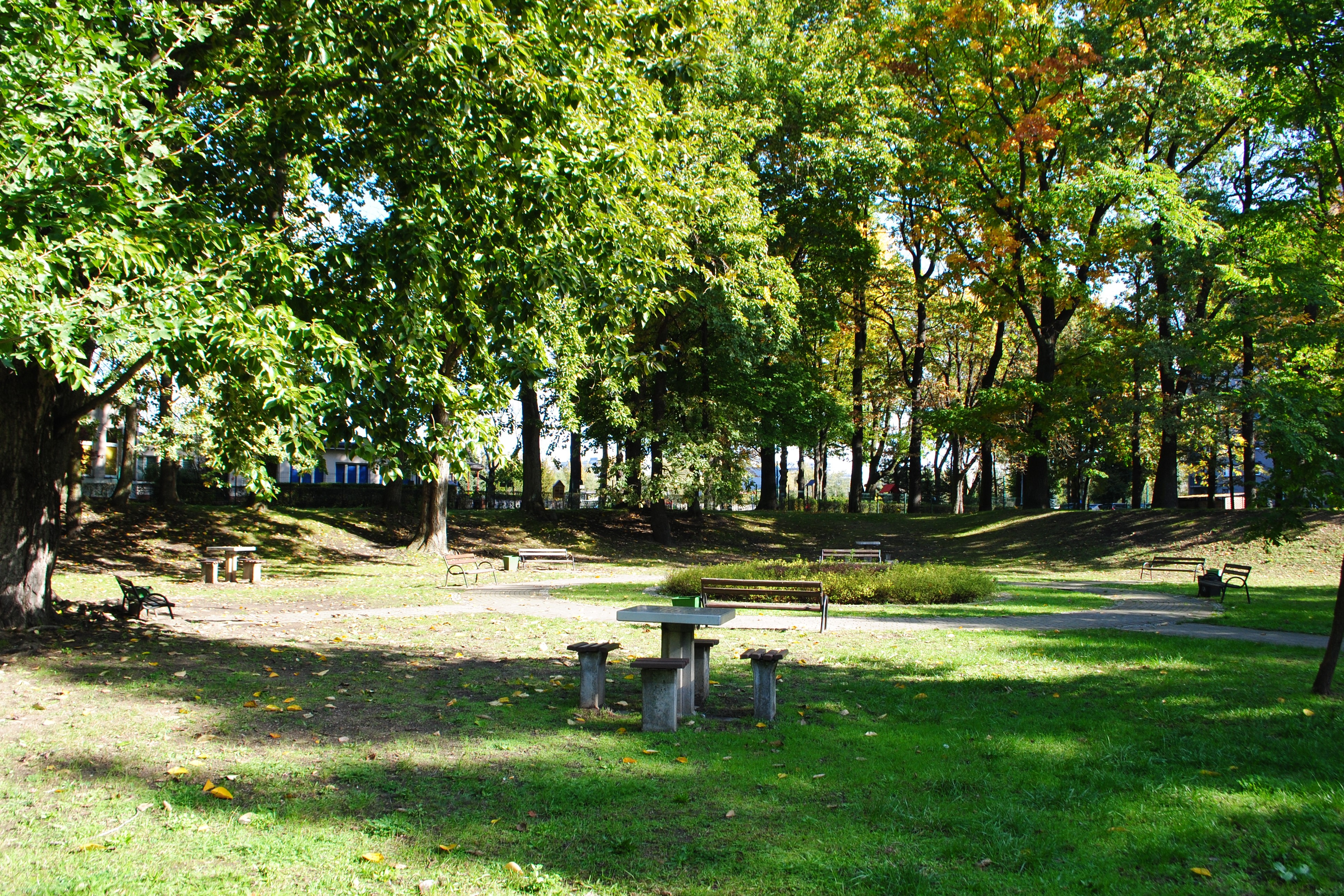
Fragment parku od strony zachodniej (2024)
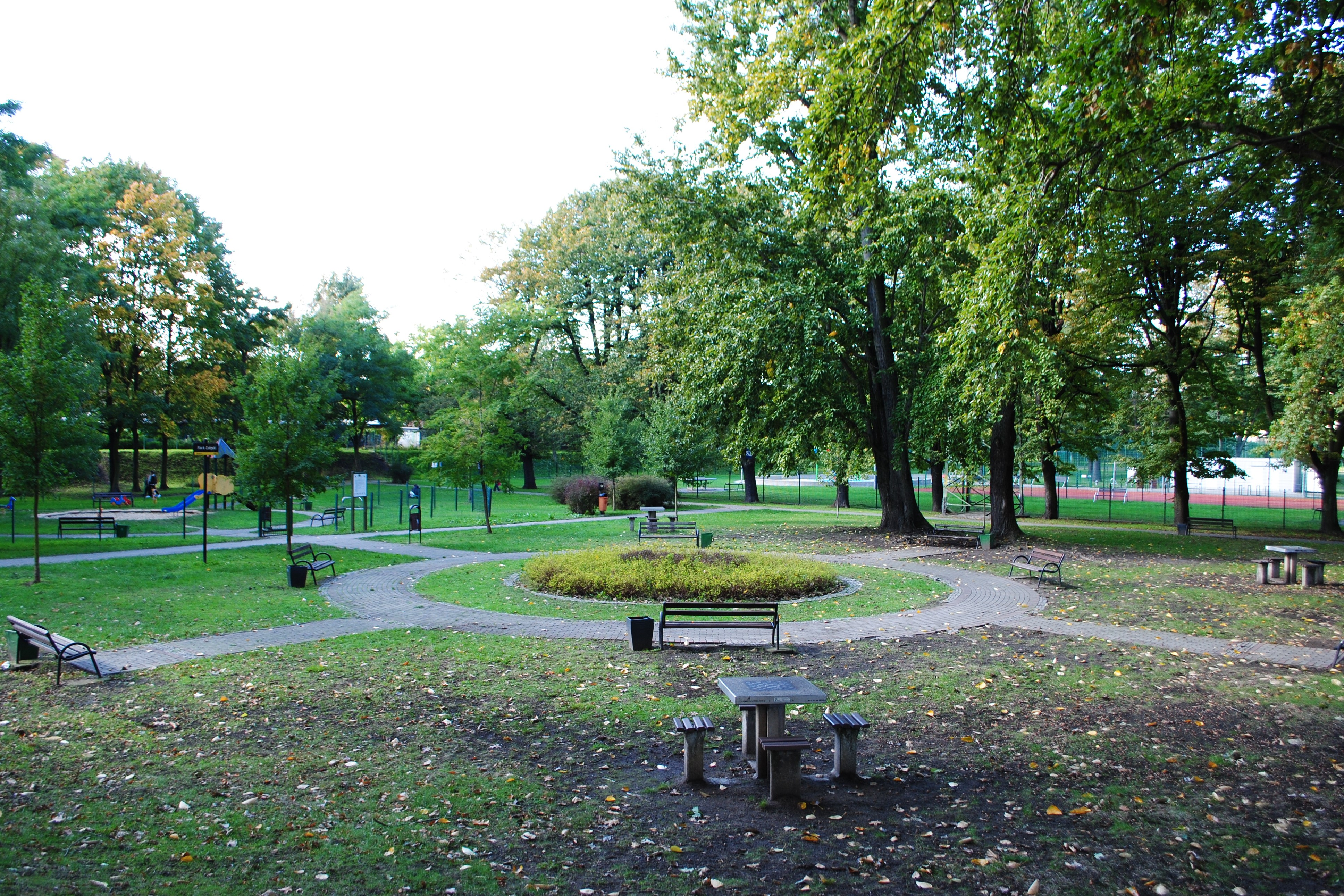
Fragment parku od strony wschodniej (2024)
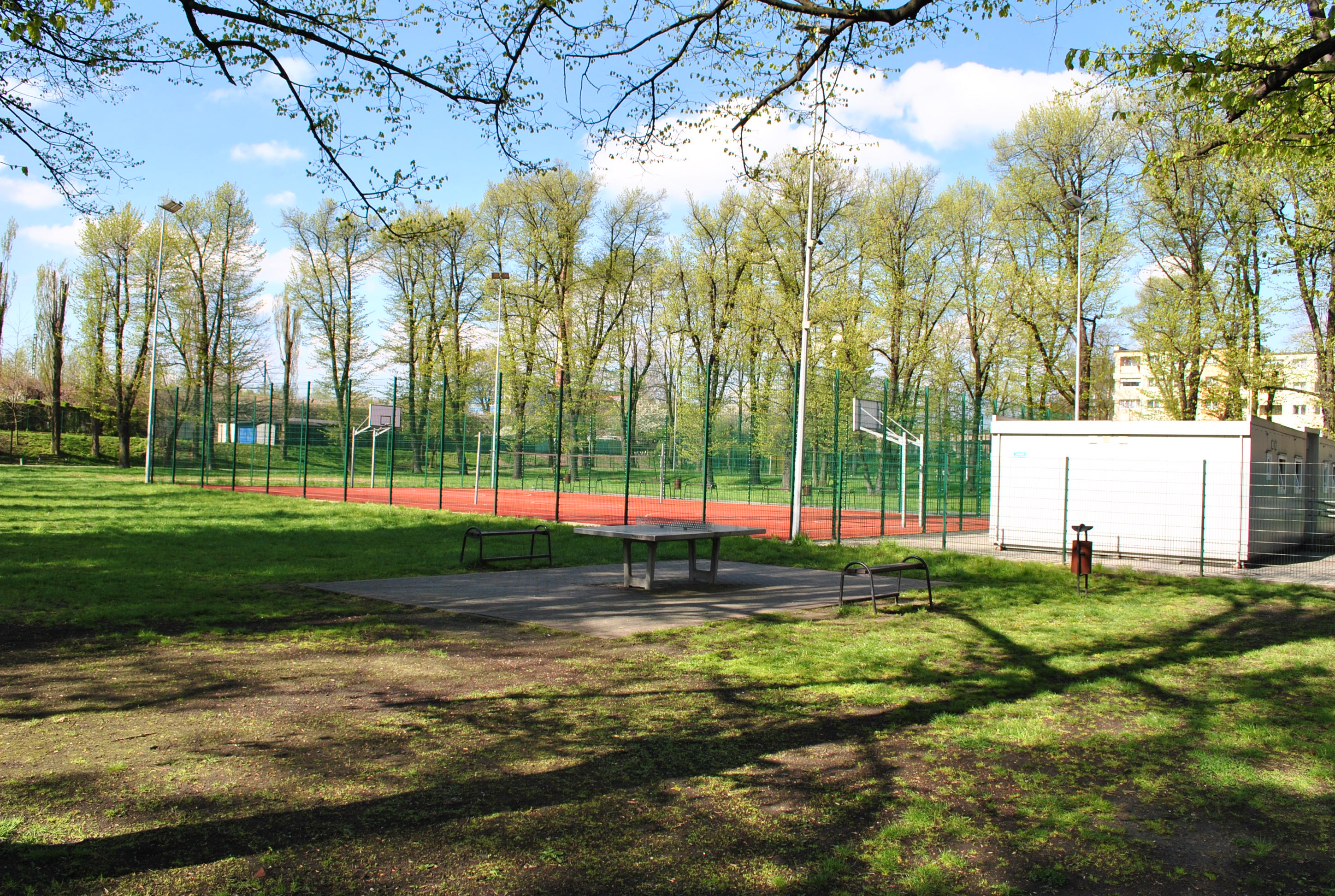
Boisko Orlik 2012 w sąsiedztwie parku (2014)
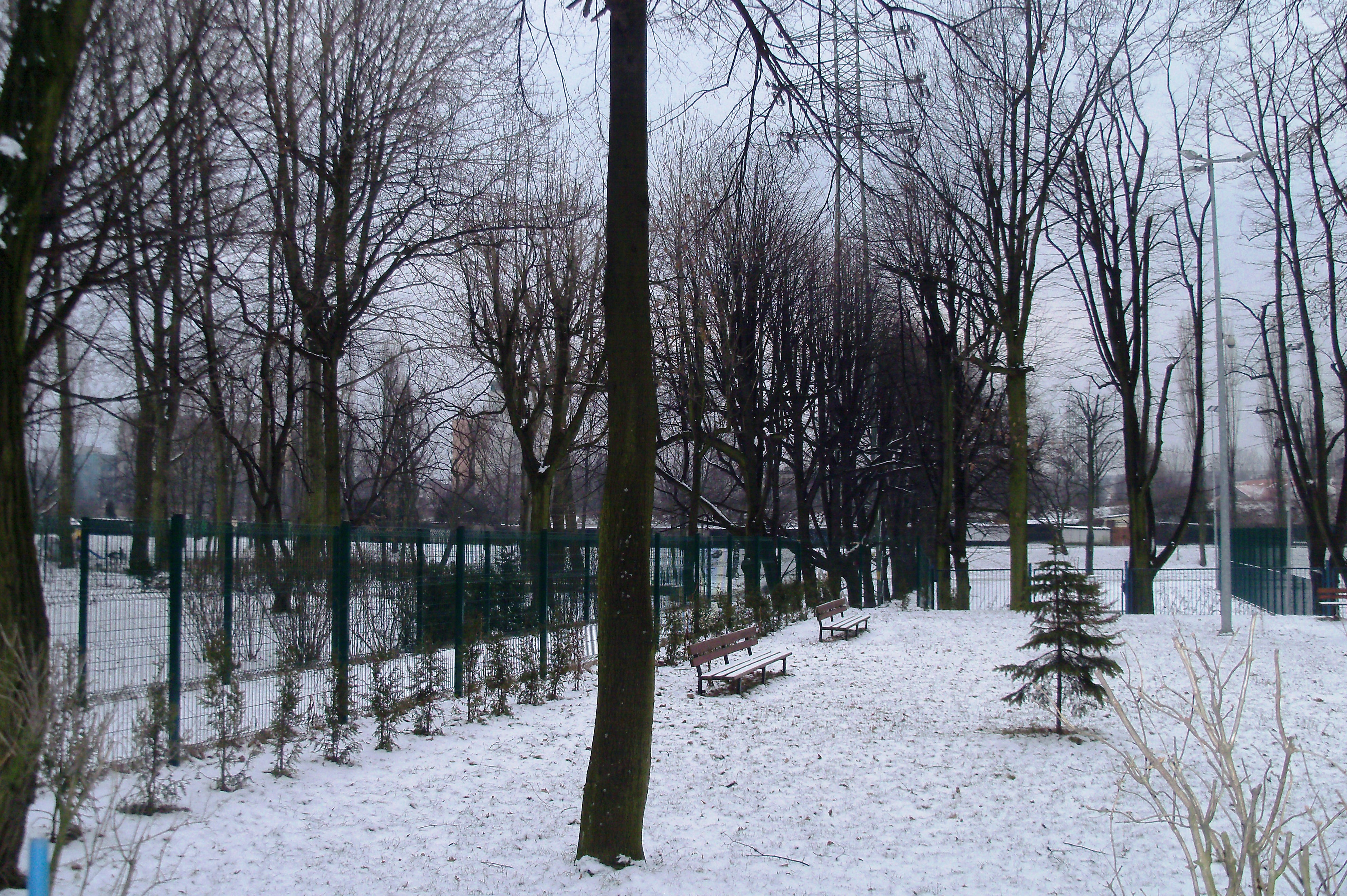
Weście do parku Załęskiego od strony ulicy Gliwickiej (2011)
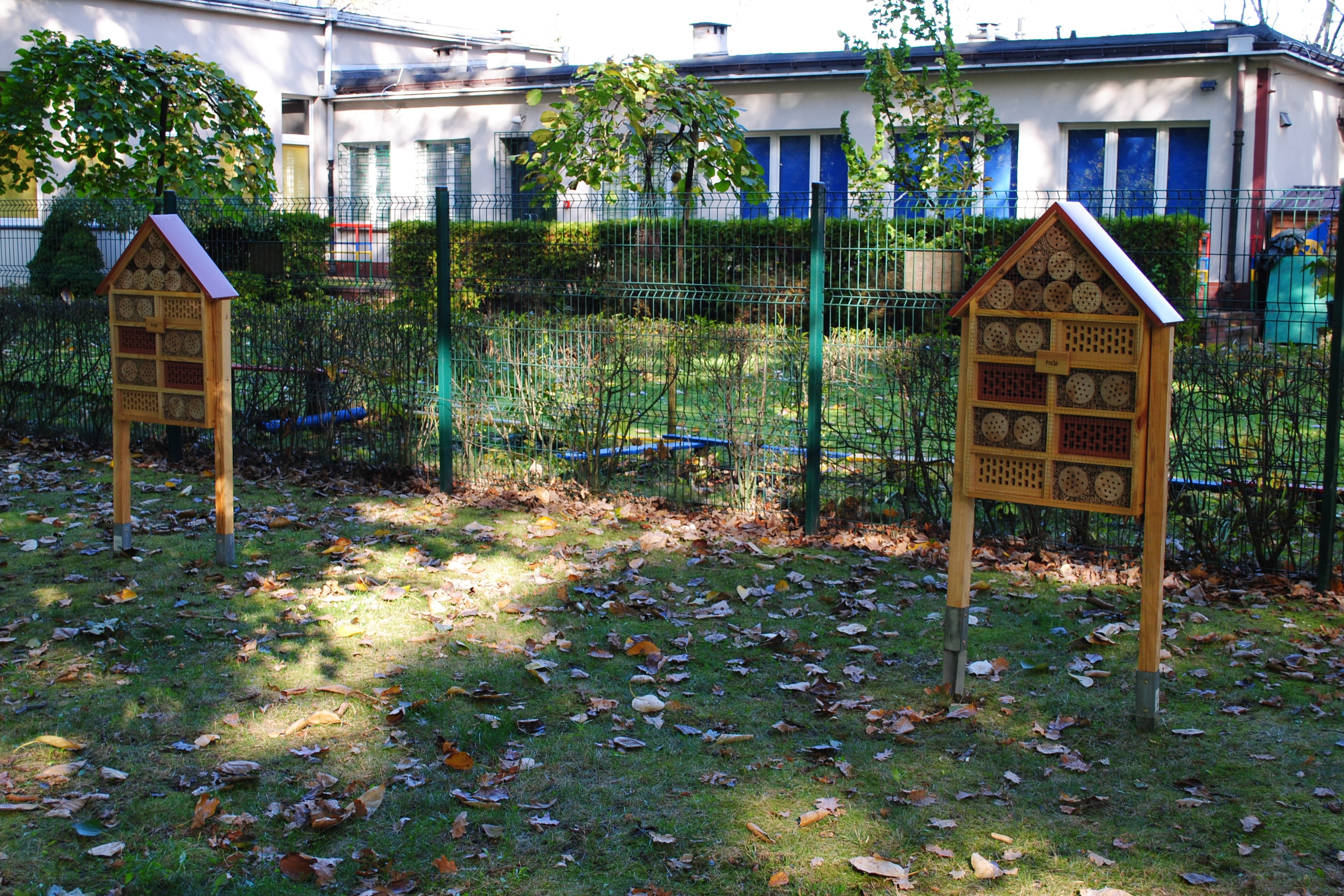
Hotele dla owadów w parku Załęskim (2024)
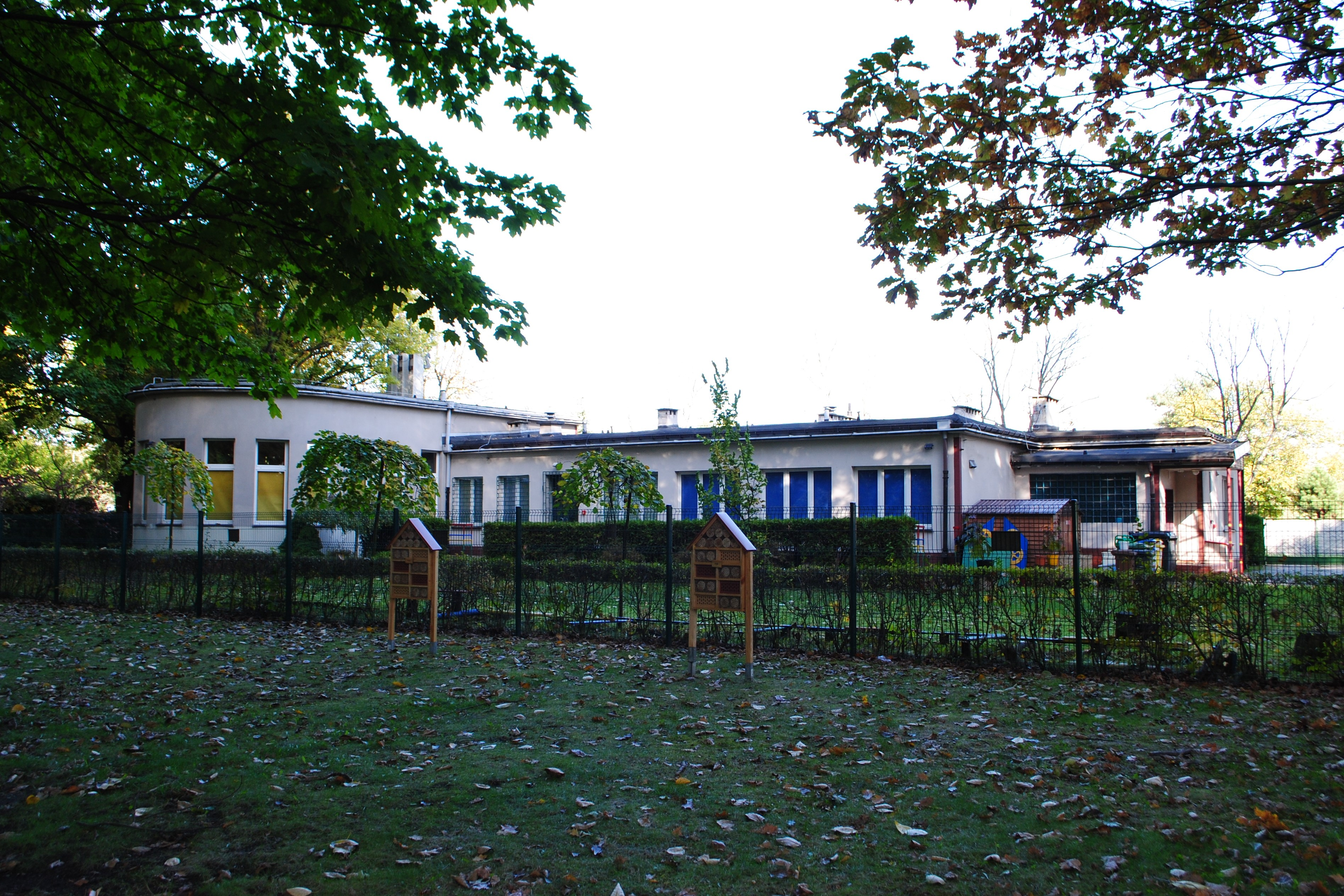
Budynek Miejskiego Przedszkola nr 39 w północnej części parku